# Майло Вентимиля
Майло Антъни Вентимиля (на английски: Milo Anthony Ventimiglia) е американски киноактьор. Роден е на 8 юли 1977 г. в Анахайм, Калифорния.

## Частична филмография
- 1999 – „Тя е върхът“ (She's All That)
- 2005 – Проклет (Cursed)
- 2006 – „Остани жив“ (Stay Alive)
- 2006 – „Роки Балбоа“ (Rocky Balboa)
- 2001 – 2006 – „Момичетата Гилмор“ (Gilmore Girls)
- 2008 – „Патология“ (Pathology)
- 2009 – „Геймър“ (Gamer)
- 2009 – „Железен план“ (Armored)
- 2006 – 2010 – „Герои“ (Heroes)
- 2012 – „Браво, момчето ми!“ (That's My Boy)
- 2012 – „Целувката на обречените“ (Kiss of the Damned)
- 2013 – „Опасен гост“ (Killing Season)
- 2013 – „Дърти хлапета 2“ (Grown Ups 2)
- 2014 – „Принцесата на Монако“ (Grace of Monaco)
- 2015 – „Жокерът“ (Wild Card)